# マリア・ステパノヴァ
マリア・ミハイロフナ・ステパノヴァ（Maria Mikhailovna Stepanova; ロシア語: Мари́я Миха́йловна Степа́нова; 1972年6月9日-）は、ロシアの詩人、小説家、ジャーナリスト。彼女はロシアで芸術文化分野のオンライン出版をしているインターネット出版社Colta.ruの編集者である。2005年、ロシアの権威ある詩文学賞アンドレイ・ベールイ賞を受賞した。さらに小説『記憶の中で In Memory of Memory (Pamyati pamyati)』で2017-2018年のボリシャーヤ・クニーガ賞を受賞している。

## 経歴
ステパノヴァは1972年6月9日モスクワに生まれ、ゴーリキー文学大学で学び、1995年に卒業した。Zerkalo、Znamya、Kriticheskaya massa、そしてNovoe Literaturnoe Obozreniyeといったロシア語の文芸雑誌に詩を発表し、アンソロジーもBabylon、Urbi、Ulov誌に発表した。彼女は2005年のアンドレイ・ベールイ賞とパステルナーク賞、2006年、2009年、2018年のモスクワアカウント賞を含むロシアの重要な文学賞を数多く受賞している。
2007年にステパノヴァはOpenspace.ruという、ロシア語の芸術文化に特化したオンラインマガジンを創設した。彼女はこの雑誌について、「読者に対し、ロシア文化や国外において進行中の、現代の最新で情熱的な見方を提供する」ものだと述べている。彼女は2012年までOpenspace.ruの編集長を務めたが、民間資金が撤退したことにより大部分の編集スタッフと共に退いた。彼女は投資家がロシアの不安定な政治情勢の中で監視されていることに異議があった。このことにより彼女はロシアで最初のクラウドファンディングだけによるメディアであるColta.ruを設立したのである。クラウドファンディングのプラットフォームにPlaneta.ruを使ったColta.ruは、ステパノヴァに編集の自由度を保証した。Openspace.ruと同様に、新しいマガジンはロシアの芸術と文化を扱っている。
ステパノヴァの作品は、英語、ヘブライ語、スペイン語、イタリア語、ドイツ語、フィンランド語、フランス語ほかの言語に翻訳されている。彼女は2018-2019年度には、ベルリンのフンボルト大学のジークフリート・ウンゼルト客員教授に任じられた。
2023年2月米国滞在中にウクライナ侵攻が起こり、3月18日付のフィナンシャル・タイムズ紙に『プーチンの想像の産物としての戦争』と題するエッセイを発表した。これは3月30日にはロンドン市内で行われた「ウクライナ難民のための夕べ」で、イギリスの俳優ジェレミー・アイアンズが朗読している。

## 作品
ステパノヴァの詩は現代ロシア文学の中で高い影響力を持っている。彼女は詩の分野の伝統的物語詩を、従来の韻律や形式を用いたり破壊したりすることでよみがえらせている。彼女はしばしばスカズを使うが、これはロシア語の朗読技法で、言葉の断片に注目した不明瞭な朗読法である。翻訳家のカトリーヌ・シピエリアは、「ステパノヴァにとって論理の切り札は、言葉を厳密に守られた形式に合うようにアクセントを変えたり切り捨てたりすることだ」と述べている。
ステパノヴァ自身は詩のことを、政治的記憶の中でしばしば明示されるレジスタンスの形式だと考えている。特にステパノヴァが造った「記憶後 postmemory」という言葉は、政治と記憶が一致する中間領域を表わしている。翻訳家サーシャ・ダグデール は、ステパノヴァの詩的でジャーナリスティックな作品の中の記憶と神話の重要性を強調している。この記憶に関する研究には、彼女の近年評価の高い小説『記憶の中で』や、1990年代の政治神話をはぎ取る試みだった「Colta.ru 90s Festival」がある。

## 著作目録
ステパノヴァの著作は5冊の英訳本があり、そのうちの3冊は2021年の出版である。
- The Flower Dies under a Skin of Glass, translated by Sasha Dugdale (Hong Kong: The Chinese University of Hong Kong Press, 2019).
- In Memory of Memory, translated by Sasha Dugdale (London: Fitzcarraldo; New York: New Directions, 2021).
- Relocations: Three contemporary Russian women poets, translated by Catherine Ciepiela and Anna Khasin (Brookline, MA: Zephyr Press, 2013).
- The Voice Over, edited by Irina Shevelenko (New York: コロンビア大学出版, 2021).
- War of the Beasts and the Animals, translated by Sasha Dugdale (Hexham, Northumberland: Bloodaxe Books, 2021).

彼女の詩は、Aufgabe、Atlanta Review、Jacket、そしてPoetry Internationalなど、数多くの英語文芸雑誌に掲載されている。